# گنجشک برفی بال‌سفید

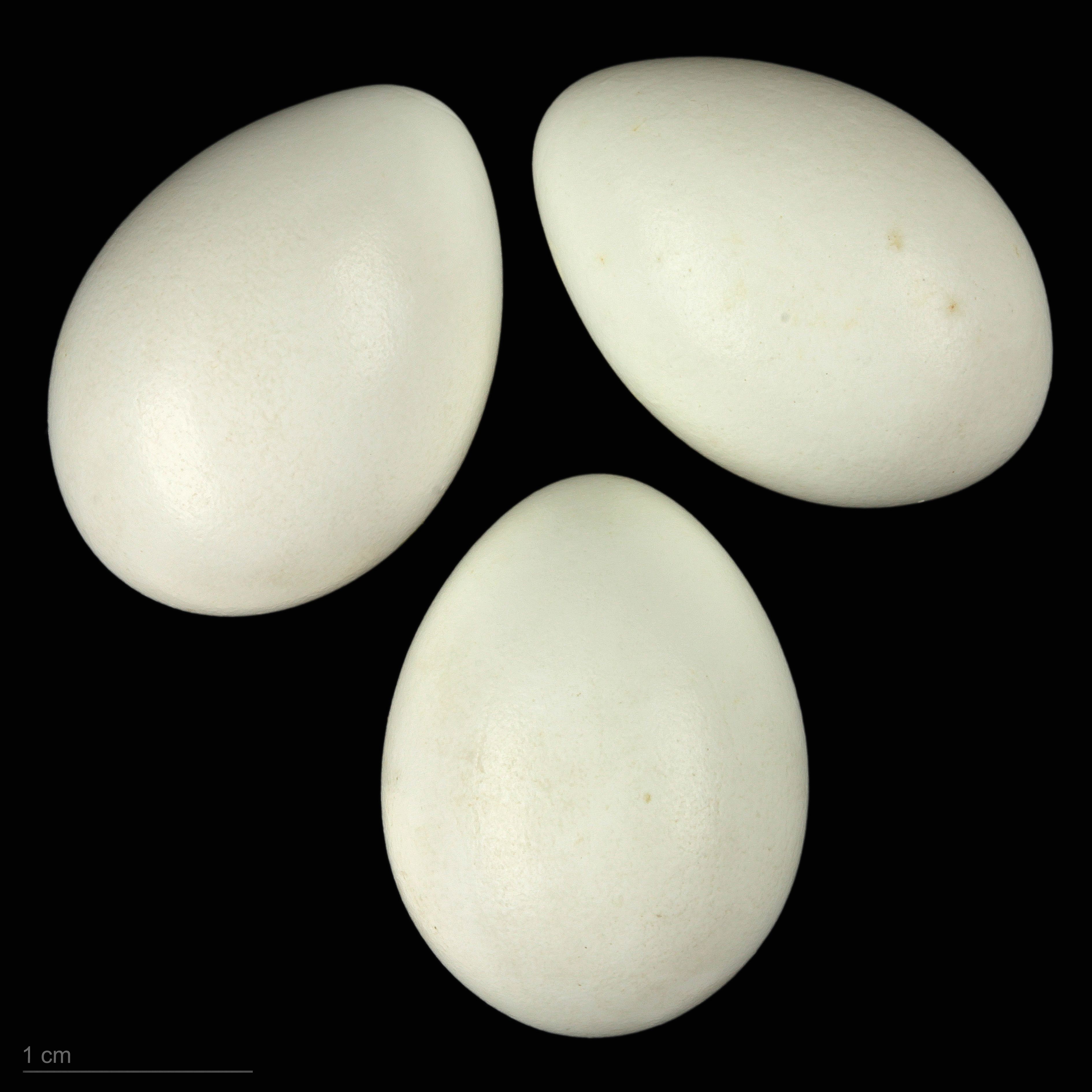
Montifringilla nivalis nivalis

گنجشک برفی بال سفید (نام علمی: Montifringilla nivalis) نام یک گونه از تیره گنجشک است. طول این پرنده بین ۱۶ تا ۱۹ سانتی‌متر است. بخش بالاتنه آن قهوه‌ای، پایین تنه سفید و سر خاکستری است. در تابستان، نوک آن سیاه است. در زمستان رنگ نوک به زردی می‌گراید. جنس نر و ماده شباهت های بسیاری با یکدیگر دارند.

## رفتار
غذای فنچ بالدار سفید بیشتر دانه ها و همراه با برخی حشرات است. بی باک و مقاوم است و به ندرت به زیر ۱۰۰۰ متر (۳۳۰۰ فوت) پایین می آید حتی در هوای سخت زمستان.

## گستردگی جمعیت و زیستگاه
این یک گونه ساکن در کوه‌های آشکار،ارتفاع بالای ۱۵۰۰ متر (۴۹۰۰ فوت)، در سراسر جنوب اروپا (پیرنه، آلپ،بالکان) و آسیای مرکزی تا غرب چین است. در شکاف ها یا لانه های جوندگان لانه می کند و ۳ تا ۴ تخم می گذارد.

## مشخصات فیزیکی
فنچ برفی بال سفید یک فنچ برفی تنومند بزرگ به طول ۱۶/۵ تا ۱۹ سانتی متر (۶/۵ تا ۷/۵ اینچ) است. دارای قسمت بالایی قهوه ای، قسمت زیرین سفید و سر خاکستری است.
در پرواز، بال‌های سیاه با بال سفید بزرگ و دم سیاه لبه‌دار سفید، خود را نشان می‌دهد. این پرنده آوازی پر سر و صدا با چهچه های فراوان دارد.